# 큰곰자리 47 b
큰곰자리 47 b는 큰곰자리 방향으로 지구에서 약 46 광년 떨어진 곳에 있는 외계 행성이다. 이 행성은 모항성을 멀리 떨어져서 돌고 있으며, 큰곰자리 행성계에서 가장 항성에 가까운 존재이기도 하다. 1996년 1월 발견 사실이 공표되었다. b의 최소 질량은 목성의 약 2.62배 정도이다.

## 발견
큰곰자리 47 b는 행성의 중력이 어머니 항성 큰곰자리 47의 시선 속도에 영향을 주는 현상을 통해 발견되었다. 페가수스자리 51 b를 발견한 제프리 마시와 폴 버틀러는 이후 다른 외계 행성들을 계속 탐색했으며 그 결과 또 다른 두 개의 천체(큰곰자리 47 b와 처녀자리 70 b)를 찾아냈다. 1996년 1월 큰곰자리 47 b의 발견 사실이 공식 발표되었다.

## 궤도와 최소 질량

우리 태양계 행성들의 공전 궤도(파란색)와 큰곰자리 47계 행성들의 궤도(검은색)를 비교한 그림.

큰곰자리 47 b는 항성으로부터 2.14 천문단위 떨어져 돌고 있으며 한 바퀴 도는 데 1095일이 걸린다. b는 주계열성을 도는 행성들 중 긴 시간에 걸쳐 공전하는 것으로 밝혀진 최초의 사례이다. 이후 발견된 장주기 외계 행성들과 비교할 때 큰곰자리 47 b의 이심률은 작다.
큰곰자리 47 b의 질량은 목성의 2.62배이나, 이것은 최소 질량이다. b를 발견할 때 사용한 시선 속도법의 약점은 오직 해당 천체의 최소 질량만을 알 수 있다는 것이다. 따라서 행성이 이루는 궤도경사각이 밝혀질 경우 실제 질량은 최소 질량보다 더 커질 가능성이 많다. 히파르코스 위성이 잰 큰곰자리 47 b의 궤도경사각은 천구면에 대해 63.1도 기울어져 있었으며 이 자료가 사실이라면 b의 실제 질량은 최소 질량보다 12퍼센트 더 무거울 것이다. 다만 이후 계속된 연구를 통해 히파르코스의 자료값은 부정확한 것으로 드러났고 따라서 b의 실제 질량은 아직까지 확실히 밝혀지지 않았다.

## 물리적 특징
질량으로 보아 큰곰자리 47 b는 딱딱한 표면이 없는 가스 행성일 것이다. b는 간접적 방법을 통해 발견되었기 때문에 반지름, 조성물, 유효 온도 등을 정확히 알 수 없다. 다만 질량으로 미루어 보아, 이 행성의 덩치가 목성과 비슷하다고 가정할 경우 b의 표면에 있는 인간은 지구보다 6 ~ 8배 강한 중력을 느낄 것이다. 또한 b의 환경이 목성과 비슷하여 화학적으로 평형 상태에 있다고 가정할 경우 상층 대기에는 물의 구름이 떠 있을 것이다.(목성은 암모니아의 구름이 떠 있다)
큰곰자리 47 b는 큰곰자리 47의 생명체 거주가능 영역(생물권) 바깥에 자리잡고 있으며, 큰 질량 때문에 자신보다 바깥 궤도를 돌고 있는 행성들의 공전 궤도를 망가뜨렸을 것이며, 자신보다 안쪽을 돌 수 있었던 암석 행성이 생겨나지 못하게 방해했을 것이며, 미행성들을 중력으로 끌어당겨 내행성계에 물이 공급되는 경로를 막았으리라 본다. 그러므로 큰곰자리 47 행성계의 생물권 내에 지구와 같은 암석 행성이 있다고 하더라도, 그 크기는 작을 것이며 표면은 바싹 말라 있을 것이다.
큰곰자리 47 b 주위를 질량 큰 위성이 돌 경우, 어머니 행성의 조석 작용과 빛 반사, 적외선 방출 등의 효과에 힘입어 b가 생물권 밖에 있음에도 불구하고 위성에 생명체가 살 환경이 조성될 가능성이 있음이 제기되어 왔다.

## 참고 문헌
1. 1 2 3 4 5  “Planets Table”. 《Catalog of Nearby Exoplanets》.
2. ↑  Butler, R. and Marcy, G. W. (1996). “A Planet Orbiting 47 Ursae Majoris”. 《The Astrophysical Journal》 464 (2): L153 – L156. doi:10.1086/310102.[깨진 링크(과거 내용 찾기)]
3. ↑  Han, I.;  외. (2001). “Preliminary Astrometric Masses for Proposed Extrasolar Planetary Companions”. 《The Astrophysical Journal》 548 (1): L57 – L60. doi:10.1086/318927. 2019년 12월 13일에 원본 문서에서 보존된 문서. 2009년 2월 15일에 확인함.
4. ↑  Pourbaix, D. and Arenou, F. (2001). “Screening the Hipparcos-based astrometric orbits of sub-stellar objects”. 《Astronomy and Astrophysics》 372: 935 – 944. doi:10.1051/0004-6361:20010597.
5. ↑  Sudarsky, D.;  외. (2000). “Albedo and Reflection Spectra of Extrasolar Giant Planets”. 《The Astrophysical Journal》 538 (2): 885 – 903. doi:10.1086/309160.
6. ↑  Jones, B.;  외. (2005). “Prospects for Habitable "Earths" in Known Exoplanetary Systems”. 《The Astrophysical Journal》 622 (2): 1091 – 1101. doi:10.1086/428108.
7. ↑  Raymond, S. (2006). “The Search for other Earths: limits on the giant planet orbits that allow habitable terrestrial planets to form” (subscription required). 《The Astrophysical Journal Letters (accepted)》 643: L131. doi:10.1086/505596.
8. ↑  Habitable moons
9. ↑  “Extrasolar Planets - 47 Ursae Majoris”. 2009년 5월 13일에 원본 문서에서 보존된 문서. 2009년 2월 15일에 확인함.